# Società escursionisti milanesi
La Società Escursionisti Milanesi o S.E.M. o, ancor più semplicemente SEM, è una storica associazione alpinistica milanese, fondata con lo scopo di «diffondere, facilitare e rendere popolare la pratica dell'alpinismo in tutte le sue discipline».
La S.E.M. ebbe origine da un gruppo formatosi il 1º dicembre 1884 denominato Società Escursionisti Milanesi "Gamba Bona", composto da lavoratori milanesi provenienti dalle più disparate professioni e trascinato da Giuseppe Tagliabue, un commesso presso la Casa Artaria, editrice e distributrice di pubblicazioni scientifiche e carte topografiche. Tagliabue per lavoro era perfettamente aggiornato su itinerari escursionistici e notizie utili per passeggiate istruttive sui colli e sui monti lombardi.
La nuova società arrivò in pochi mesi a contare fino a 30 membri, anche grazie alla modesta quota associativa di soli 50 centesimi mensili. Il solo fatto che persone del popolo, poco abbienti, cominciassero a interessarsi di cultura e di svago, fu all'epoca oggetto di attenzione da parte dell'opinione pubblica, dei periodici e della satira.
Scioltasi la primaria società nel febbraio 1891, la S.E.M. fu costituita come tale l'11 agosto dello stesso anno: alcuni fedeli della "Gamba Bona" avevano infatti lanciato ai milanesi, per mezzo del quotidiano Il Secolo, l’invito alla riunione di fondazione, presso il ristorante “Vittoria” di via Orefici. Alla riunione partecipò un buon numero di persone ma, dopo che uno dei convenuti raccontò agli aspiranti soci il dramma di tre alpinisti finiti in un crepaccio del Monte Gleno e poi salvati per miracolo, gli entusiasmi si smorzarono: la neonata società raccolse così l'adesione di soli 15 iscritti. Lo statuto societario venne approvato nell'assemblea del 17 settembre. Il motto scelto fu: "Col Popolo, per il Popolo".
Negli anni successivi l'associazione crebbe di numero, accogliendo soprattutto appassionati di montagna dissidenti del CAI. Tale associazione, nei primi anni del Novecento, era infatti un vero proprio club d'élite, frequentato da nobili e borghesi, mentre La S.E.M., così come già la "Gamba Bona", si proponeva soprattutto come punto d'incontro e occasione di svago per operai, artigiani e umili lavoratori. Nel 1931 il governo fascista, non vedendo di buon occhio le associazioni di stampo privato, come era la S.E.M., impose la sua confluenza nel CAI, acconsentendo tuttavia che essa mantenesse una propria autonomia. Da allora, Milano è una delle poche città italiane che ospita due distinte sezioni del CAI.
Dal punto di vista statutario, pur restando all'interno del CAI, nel 2020 la SEM è divenuta una Associazione di Promozione Sociale (APS) senza scopo di lucro, apolitica ed aconfessionale che persegue finalità civiche, solidaristiche e di utilità sociale nel territorio della Regione Lombardia.
I principali obiettivi dell'associazione restano quelli caratteristici del Club Alpino Italiano: tutelare gli interessi generali dell'alpinismo; promuovere la conoscenza e lo studio delle montagne; promuovere attività didattiche e sociali; collaborare con il soccorso alpino; assumere iniziative di difesa dell'ambiente naturale montano; adeguare e mantenere in efficienza rifugi, sentieri e bivacchi.
Le molteplici attività didattiche della storica sezione milanese sono affidate: 
- alla Scuola "Silvio Saglio" che, fondata nel 1958 per iniziativa di Silvio Saglio, allora presidente S.E.M., risulta oggi tra le più grandi e prestigiose scuole di alpinismo, scialpinismo, arrampicata e sciescursionismo in Italia;
- al Gruppo sci di fondo escursionistico;
- al Gruppo grotte (speleologia);
- al Gruppo di escursionismo;
- al Gruppo gite;
- al Gruppo di alpinismo giovanile;
- al Gruppo di mountain-bike

Tra le principali attività extra didattiche della S.E.M. sono da segnalare l'organizzazione di gite sociali (di differente interesse, culturale, escursionistico o alpinistico) e di serate "a tema" riguardanti non solo la montagna, ma anche la natura in tutti suoi aspetti.

## Sede
La S.E.M. si trova a Milano, in piazza Coriolano 2 (angolo via Cenisio), vicino alla fermata Cenisio della Linea M5.

## Rifugi
- Rifugio Zamboni-Zappa, all'alpe Pedriola (Macugnaga)
- Rifugio Antonio Omio, Val Ligoncio (Val Masino)